# Growler Internally Transportable Vehicle
Il Growler Internally Transportable Vehicle è un veicolo leggero in dotazione al corpo dei marines degli Stati Uniti d'America.

## Sviluppo
Il mezzo è stato sviluppato a partire dal 1999 in quanto i marines avevano bisogno di un veicolo leggero da trasporto che si adattasse alle piccole dimensioni del Bell Boeing V-22 Osprey. La precedente M151 era infatti troppo ingombrante ed obsoleta per poter far fronte alle nuove esigenze tattiche. La progettazione del nuovo mezzo venne affidata alla American Growler, ma della produzione se ne interessò la General Dynamics. La costruzione dei mezzi iniziò nel 2004, mentre la consegna delle prime unità per le prove sul campo avvenne nel 2009. Un anno dopo vi fu lo schieramento effettivo.

## Versioni
Il Growler è stato costruito in due diverse varianti, la M1161 e la M1163. La prima è una versione esplorativa che può essere equipaggiata con diverse armi tra cui la M2 Browning, la M240 o il lanciagranate Mk 19. La seconda era invece adibita al trasporto del mortai Brandt Thomson MO-120-RT-61 e Dragon Fire.